# Cofield
Cofield est une ville américaine située dans le comté de Hertford dans l'État de Caroline du Nord. En 2010, sa population était de 413 habitants.

## Démographie
| 1970 | 1980 | 1990 | 2000 | 2010 | - |
| ---- | ---- | ---- | ---- | ---- | - |
| 318  | 465  | 407  | 347  | 413  | - |

## Source de la traduction
- (en) Cet article est partiellement ou en totalité issu de l’article de Wikipédia en anglais intitulé « Cofield, North Carolina » (voir la liste des auteurs).